# Hellmuth Weissenborn
Hellmuth Weissenborn (geboren 29. Dezember 1898 in Leipzig; gestorben 2. September 1982 in London) war ein aus den nationalsozialistischen Deutschland nach England emigrierter deutscher Grafiker und Illustrator.

## Leben und Werk

### Jugend und Ausbildung
Hellmuth Weissenborn war ein Sohn von Fritz Weißenborn, Gymnasialoberlehrer und Akademieprofessor, und Clara Goldacker. Zusammen mit seinen beiden Schwestern Lotte und Marianne wuchs er in einem künstlerisch geprägten Elternhaus auf. Er besuchte die Schule, an der sein Vater in Leipzig angestellt war. Nachdem er am Ersten Weltkrieg unter anderem in Russland und Frankreich teilgenommen hatte, studierte er ab dem Wintersemester 1918/1919 an der Leipziger Universität Philosophie, Völkerkunde und Kunstgeschichte. Er promovierte 1925 mit einem ethnologischen Thema bei Fritz Krause und trat danach am Leipziger Völkerkundemuseum eine Stelle als künstlerischer Berater an.

### Flucht nach England
Parallel dazu hatte Weissenborn bereits 1922 die staatliche Prüfung für Zeichenlehrer des höheren Lehramts in Dresden absolviert und Max Schwimmer, Walter Tiemann und Hans Alexander Müller kennengelernt. 1926 wurde er von Tiemann als Dozent an die Staatliche Akademie für Graphische Künste und Buchgewerbe in Leipzig berufen, wenig später zum Professor ernannt. Wie einige andere Mitarbeiter Tiemanns auch, wurde er nach der Machtergreifung der Nationalsozialisten am 1. April 1937 entlassen. Da Weissenborn mit einer Jüdin verheiratet war, floh er nach den Pogromen von 1938 nach England ins Exil, wo er Anschluss an den „Freien Deutschen Kulturbund“ fand.

### Karriere im Exil
Am 15. November 1939 wurde Weissenborn als „Enemy Alien“ klassifiziert und 1940 interniert, zunächst im Warth Mills Internment Camp in Bury, danach für einige Monate im Hutchinson Camp. Im Warth Mills Internment Camp und im Hutchinson Internment Camp fertigte er Drucke, Postkarten oder Beiträge für die Lagerzeitung an. Dabei zeigte er großen Erfindungsreichtum, was die Nutzung von Ersatz-Materialien anging. So mischte er Farben aus Lebensmitteln zusammen und behalf sich mit Linoleumresten vom Dachboden der Lagerküche. Nachdem seine Ehe zerbrochen war und seine erste Frau Edith und Sohn Florian in die USA emigrierten, wurde er 1941 Teilzeit-Dozent am Ravensbourne College of Art. Mit seiner zweiten Frau Lesley Macdonald, die er 1943 bei einem Illustrationsauftrag kennengelernt hatte, übernahm er 1946 die Leitung des Verlages Acorn Press. Hier erschienen in Folge Ausgaben seiner graphischen Arbeiten. Zusätzlich arbeitete er als Auftragskünstler für Readerʼs Digest und andere Verlage. Zudem wurde er Mitglied im Londoner „Club of Authors“. Im Rahmen einer langjährigen Kooperation mit John Randle’s The Whittington Press wurden viele Arbeiten Weissenborns von Originalstöcken gedruckt. Bis zu seinem Lebensende arbeitete er unaufhörlich und schuf so beispielsweise noch in seinem letzten Lebensjahr 1982 eine Serie von 154 Holzstichen zu Shakespeares Sonetten. Diese erschienen kurz nach seinem Tod. 1979 wurde Weissenborn mit dem Großen Verdienstkreuz der Bundesrepublik Deutschland ausgezeichnet.

## Nachlass
Der künstlerische Nachlass von Weissenborn umfasst an die 2.000 Holzstiche, mehrere hundert Linolschnitte, Vinylschnitte, Stiche, Zeichnungen, Ölbilder und Pastelle, aber auch Marionetten und andere Arbeiten in Ton. In England befinden sich Werke von ihm im Victoria and Albert Museum – unter anderem seine bekannten tönernen Schachfiguren – und im Imperial War Museum in London. In Deutschland sind seine Arbeiten im Gutenberg-Museum in Mainz, im Haus der Geschichte in Bonn, im Klingspor-Museum in Offenbach sowie im Museum der bildenden Künste und im Deutschen Buch- und Schriftmuseum in Leipzig vertreten. Die Whittington Press verwendet die Arbeiten Weissenborns weiterhin zur Illustration ihrer Pressedrucke.
Bekannt ist Weissenborn vor allem für seine Werke aus dem Bereich Linol- und Holzschnitt, später auch mit Platten aus anderen Materialien wie Vinyl. Die intensive Beschäftigung mit diesen Techniken begann erst, nachdem er in zunehmendem Maß Illustrationsaufträge in London übernahm. Schnell entwickelte er einen eigenen Stil, verwendete seine Linolplatten bald in mehrfarbiger Einfärbung und gelangte so schließlich zur Technik der Monotypie. Auch wenn später monochrome Darstellungen wieder den Großteil seines Schaffens ausmachten, so nehmen die Monotypien doch einen zentralen Punkt im Gesamtwerk Weissenborns ein. Außerdem zu erwähnen ist seine Vorliebe für ungewöhnliche perspektivische Darstellungen.

## Werke (Auswahl)

### Buchillustrationen
- Johann Wolfgang von Goethe: Dreizehn Liebesgedichte. Hellmuth Weissenborn Privatdruck, Leipzig, 1932 (mit Max Schwimmer)

- mit Lesley Macdonald: Erste vollständige englische Fassung des Simplicius Simplicissimus. Ausgestattet mit 45 Holzstichen. H. J. C. Grimmelshausen: Simplicius Simplicissimus. The Acorn Press, London 1964.
- The joyful year. An anthology from the garden of english poetry and prose, decorated with wood engravings of flowers fruits & plants. The Acorn Press, London 1957.
- A Collection of Proverbs from all Nations with 44 Wood Engravings. The Acorn Press, London, 1979. Gedruckt durch The Whittington Press, Andoversford.
- Gotthold Ephraim Lessing. A selection of his fables in English and German. The Acorn Press, London 1979.
- Advanced Zoology. The Acorn Press, 1980.
- Alphabet with beasts and flowers. The Acorn Press, London 1981.
- Cretan picture postcards: wood engravings. The Acorn Press, London 1981.
- Ian Warren (Hrsg.): Aesop's fables. A selection. The Acorn Press, London 1982, ISBN 0-902015-16-8.
- Gnomes, elves, fairies. The Acorn Press, London 1983, ISBN 0-902015-19-2. (Limitierte Auflage von 500 Stück.)

### Essayistische Publikationen
- Federschmuck im Wandel der Moden. Ein Beitrag zur Kulturgeschichte der Schmuckfeder. Dr. Paul Schöps, Leipzig (Beiträge zur allgemeinen und praktischen Gefiederkunde), 1937.

## Ausstellungen (unvollständig)
- Archer Gallery, London, 1943
- Leipzig, 1957
- Brod Gallery, London, 1960, 1968
- Parkhaus, Berlin-Tiergarten, 1969
- Zaydler Gallery, London, 1970, 1972
- Haus am Lützowplatz, Berlin, 1972  (Malerei, Graphik, Keramik)
- Goethe Institute, Boston, 1976
- Haus der Kultur und Bildung, Neubrandenburg, 1978 („Antifaschismus – unser Stil“)
- Klingspor Museum, Offenbach a. M., 1976 (Grafik und Illustration), 1980
- Gutenberg Museum, Mainz, 1980 (Druckgrafik)

### Postum
- Neue Gesellschaft für Bildende Kunst, Berlin, 1986 (19 Kunstwerke)
- Denham Gallery, London, 1987 (Emigré artists)
- Alfons-Dick-Galerie der Sparkasse Memmingen, Memmingen, 1988 („Vier Meister des Holzschnitts. Fritz Eichenberg, Johannes Lebek, Hans Alexander Müller, Hellmut Weissenborn“)
- Fiery Beacon Gallery, Painswick (England), 1989 (mit Anderen)
- Ben Uri Gallery, London Jewish Museum of Art, London, 2009 (Gruppenausstellung).